# Josef Jelínek (basket-ball)
Pour les articles homonymes, voir Josef Jelínek.
Josef Jelínek, né le 30 décembre 1966, à Kutná Hora, en Tchécoslovaquie, est un ancien joueur et entraîneur de basket-ball tchèque. Il évolue durant sa carrière aux postes d'arrière et d'ailier. Il est le père de David Jelínek.